# Sanã-de-cabeça-castanha
A sanã-de-cabeça-castanha (Anurolimnas castaneiceps) é uma espécie de ave da família Rallidae.
Pode ser encontrada nos seguintes países: Bolívia, Brasil, Colômbia, Equador e Peru.
Os seus habitats naturais são: florestas subtropicais ou tropicais húmidas de baixa altitude e florestas secundárias altamente degradadas.

## Subespécies
São reconhecidas duas subespécies:
- Anurolimnas castaneiceis coccineipes (Olson, 1973) - florestas tropicais do sudoeste da Colômbia e no nordeste do Equador
- Anurolimnas castaneiceis castaneiceps (Sclater & Salvin, 1868) - leste do Equador, leste do Peru e extremo noroeste da Bolívia;